# Златан Аломерович
Златан Аломерович (нім. Zlatan Alomerović, серб. Златан Аломеровић; нар. 15 червня 1991, Прибой, СР Сербія, СФРЮ) — сербський футболіст, воротар
польського клубу «Ягеллонія» з міста Білосток.

## Дитячі роки
Златан Аломерович народився у місті Прибой, яке зараз розташоване на території Сербії. Але у 1999 році він разом із батьками переїхав до Німеччини, де родина оселилася в Рурській області. Саме там Аломерович і отримав також і 
німецький паспорт і має подвійне громадянство.

## Клубна кар'єра
У 2006 році Аломерович вступив до Академії клубу «Боруссія (Дортмунд)». Після закінчення Академії, футболіст приєднався до другої команди з Дортмунда, яка виступає у Регіоналлізі. Дебют Аломеровича як професійного гравця відбувся 21 липня 2012 року у матчі Третьої ліги проти команди «Оснабрюк». У кінці сезону 2012/2013 Аломерович підписав однорічний контракт з «Боруссією».
У 2017 році Аломерович переїздить до Польщі у клуб «Корона». Але вже через рік він переходить до складу «Лехії» з Гданська.
У лютому 2022 року як вільний агент воротар перейшов до клубу «Ягеллонія».

## Досягнення
«Боруссія» Дортмунд
- Володар Суперкубку Німеччини: 2014

«Лехія» Гданськ
- Володар Кубку Польщі: 2019
- Володар Суперкубку Польщі: 2019

«Ягеллонія» Білосток
- Чемпіон Польщі: 2024

АЕК Ларнака
- Володар Кубку Кіпру: 2025